# Human Entertainment
Human Entertainment (яп. ヒューマン (ゲーム会社) Хю:ман кабусики-гайся) — японская компания, разрабатывавшая и выпускавшая видеоигры.
Основана не позднее 1987 года, когда вышла первая игра компании — интерактивный тренер по аэробике Dance Aerobics, для игровой приставки NES. За 12 лет существования компании ею было выпущено более 120 видеоигр для различных игровых систем, в том числе: NES, TurboGrafx-16, Game Boy, TurboGrafx-CD, Sega Mega Drive, SNES, Sega CD, 3DO, PlayStation, Sega Saturn, Nintendo 64, Game Boy Color, WonderSwan и для аркадных автоматов.
В 1999 году Human Entertainment была закрыта. Последней игрой, вышедшей при жизни компании, стал автосимулятор Bakusou Dekotora Densetsu for WonderSwan, для портативной игровой консоли WonderSwan. Однако, некоторые игры были выпущены в составах различных сборников и для Wii Virtual Console уже после закрытия компании. Часть бывших сотрудников Human Entertainment основали после её закрытия в 2002 году компанию Nude Maker, также занимающуюся разработкой и выпуском компьютерных игр.
В середине 1990-х годов при компании функционировала «Human Creative School» — двухгодичные курсы обучения азам создания компьютерных игр. Такие игры компании, как The Firemen и S.O.S., были созданы именно студентами этой школы.
Среди наиболее известных видеоигр Human Entertainment: серия популярных игр жанра survival horror — Clock Tower, стратегическая ролевая игра Vanguard Bandits, стратегия Dragon’s Earth, серия файтингов Fire Pro Wrestling и Super Fire Pro Wrestling.